# Kolotočník ozdobný
Kolotočník ozdobný (Telekia speciosa) je vysoká, vytrvalá květina se žlutými květy až 9 cm velkými. Je to jediný druh rodu kolotočník z čeledi hvězdnicovitých, kde je řazen do podčeledě Asteroideae. 
V minulosti byl do rodu kolotočník řazen ještě druh Telekia speciosissima, který roste jako endemit v Lombardských Alpách na pomezí Itálie a Švýcarska, který však byl přeřazen do rodu Buphthalmum (volovec) jako Buphthalmum speciosissimum.

## Rozšíření
Obvykle v přírodě vyrůstá od jihovýchodních Alp přes díl střední Evropy a jih Skandinávie, část Karpat, Balkánu a přes Malou Asii až po Kavkaz. V Česku, na rozdíl od Slovenska, není rostlinou původní, ale neofytem. Byl po několik staletí pro svůj dekorativní vzhled dovážen z okolních evropských zemí a pěstován v zahradách a parcích, postupně zplaněl a rozšířil se na nová stanoviště, prvně byl ve volné přírodě popsán roku 1820.
V ČR roste, hlavně ve středních a vyšších polohách roztroušeně po celém území. Přednostně vyrůstá na slunných až polostinných a vlhkých, na živiny bohatých půdách slabě zásaditých až mírně kyselých. Zarůstá břehy vodních toků a nádrží, příkopy podél cest i světlá vlhká místa poblíž lesů i jejich světlé paseky včetně horských luk.

## Popis
Statná, vytrvalá rostlina dorůstající do výše 70 až 150 cm, ojediněle až 200 cm. Její přímá, pýřitá lodyha, vyrůstající ze silného oddenku, bývá po celé délce olistěná a v horní části se chudě rozvětvuje. Přízemní dlouze řapíkaté listy bývají velké 10 až 40 cm a jejich srdčité až vejčité čepele jsou po okrajích pilovité a na konci zašpičatělé. Menší lodyžní listy dlouze vejčitého tvaru jsou přisedlé s klínovitou bázi. Listy jsou porostlé mnohobuněčnými chlupy.
Na větvích lodyhy vyrůstá po dvou až osmi květních úborů uspořádaných do květenství laty. Úbory, mající 5 až 9 cm v průměru, jsou složené z trubkovitých a jazykovitých květů. Drobné trubkovité květy v asi 3,5 cm terči bývají tmavě hnědožluté a mají po pěti tyčinkách. Vnější jazykovité květy, až 3 cm dlouhé, s tenkou vejčitou až kopinatou ligulou jsou jasně žluté, paprskující. Vejčité zákrovní listeny vyrůstající ve více řadách se střechovitě překrývají. Tento diploidní hemikryptofyt se základním počtem chromozomu x = 10 rozkvétá od června do srpna a opyluje jej létající hmyz. Plody jsou oblé nažky bez chmýru.

## Význam
Pro svůj líbivý vzhled, vytrvalost a nenáročnost byl kolotočník ozdobný záměrně vysazován; na místech, kam se pak nekontrolovaně dostal, nyní vyrůstá ve velkém počtu a dále se hojně rozrůstá. Je považován za invazivní druh, který svou expanzí představuje nebezpečí pro přirozenou vegetaci v okolí, vytváří jednodruhové porosty a zcela vytlačuje původní floru a mnohdy i faunu.
Samovolně se rozmnožuje jak semeny roznášenými větrem, tak i rozrůstáním oddenků. Pokud roste na nestabilních půdách v blízkosti vodních toků, jsou oddenky při velké vodě vymílány a odnášeny po proudu, kde na příhodných místech zakoření a zakrátko vytvoří nové kolonie. Na určitých místech je proto nutno přistoupit k jeho likvidaci. Jako nejlepší způsob vymýcení tohoto druhu z nechtěných území se doporučuje postřik listů herbicidy spojený se sečením lodyh, po kterém rostliny díky mohutnému kořenovému systému opět obráží.
Mimo ekologické škody, které páchá na přírodě, je kolotočník ozdobný nebezpečný i lidem. Obsahuje látky podobné seskviterpenickým laktonům (např. telekin, isotelekin, isoalantolakton a xantanolid), které jsou silnými kontaktními alergeny a způsobují kontaktní dermatidu. Přímý styk rostliny s nechráněnou pokožkou může u citlivých lidí vyvolat alergickou reakci.

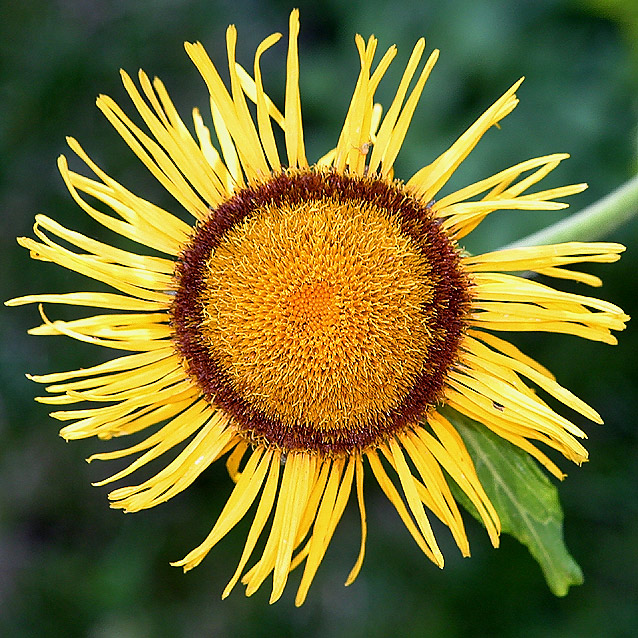
Květní úbor
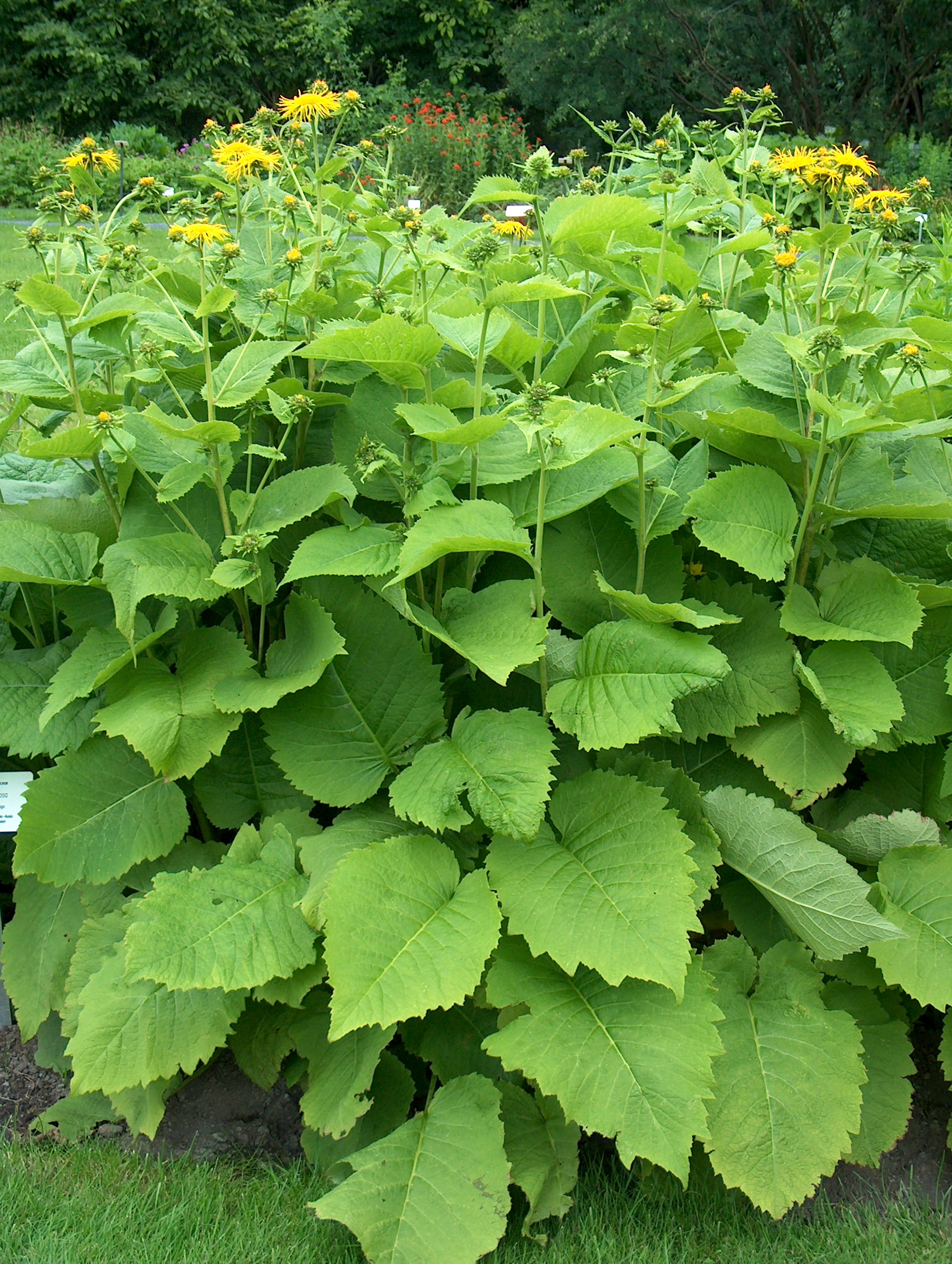
Hustá kolonie